# Gyrtona erebenna
Gyrtona erebenna är en fjärilsart som beskrevs av Paul Mabille 1899. Gyrtona erebenna ingår i släktet Gyrtona och familjen nattflyn. Inga underarter finns listade i Catalogue of Life.